# Раде Кончар
Раде Кончар (Кончарев Крај, код Плитвичких Језера, 6. август 1911 — Шибеник, 22. мај 1942) био је комунистички револуционар, секретар Централног комитета КП Хрватске и члан ЦК КП Југославије, један од организатора Народноослободилачке борбе у Хрватској и народни херој Југославије.
Машинбраварски занат је учио у Лесковцу од 1922. до 1925, а почетком 1927. запослио се у Електричној централи у Београду. Ту се прикључио радничком покрету и 1932. постао члан Савеза комунистичке омладине, а наредне године члан тада илегалне Комунистичке партије. За време одслужења војног рока, августа 1934. ухапшен је због комунистичког деловања и осуђен на годину дана затвора. Након изласка из затвора, запослио се у фабрици „Сименс” у Загребу. Ту се повезао са комунистичким организацијама и од 1936. био члан Месног комитета КПЈ за Загреб. Крајем исте године поново је ухапшен и подвргнут мучењу у полицији. Из истражног затвора је пуштен октобра 1937. године.
Као истакнути партијски радник млађе генерације, 1939. је кооптиран у чланство Централног комитета КП Хрватске, а од краја исте године је био вршилац дужности секретара ЦК. Марта 1940. званично је постао секретар ЦК КПХ, а на Петој земаљској конференцији КПЈ изабран је за члана Политбироа ЦК КП Југославије. Због сталних полицијских потера за њим у Загребу, почетком 1941. прешао је у Београд, где је накратко вршио дужност секретара Покрајинског комитета КПЈ за Србију. Након окупације Југославије, априла 1941. вратио се у Загреб.
У току лета и јесени 1941, као члан новог Оперативног руководства КП Хрватске, радио је на организовању устанка у резаним деловима Хрватске. Септембра 1941. учествова је на саветовању Главног штаба НОПО Југославије у Столицама, код Крупња. Почетком октобра 1941. отишао је у Далмацију, где је радио на организовању устанка против италијанског окупатора. У једном окршају са италијанским карабињерима 17. новембра 1941. рањен је и заробљен. Упркос разним мучењима у затвору, није хтео да каже ништа о себи, па је истражитељима требало доста времена да открију његов прави идентитет. Средином маја 1942, са групом од 60 антифашиста пребачен је у Шибеник, где је од Специјалног суда за Далмацију осудио на смрт. Стрељан је 22. маја 1942. на Шубићевцу у Шибенику, заједно са још 25 антифашиста.
Неколико месеци након смрти, међу првим партизанским борцима је средином августа 1942. проглашен за народног хероја. Народним херојем проглашена је и његова супруга Драгица Кончар (1915—1942), коју су усташе убиле 21. августа 1942. у затвору на Савској цести у Загребу. Њихов син — Раде Кончар, као тек рођена беба, био је један од „најмлађих илегалаца” за којим је трагала усташка полиција.

## Биографија

### Порекло и породица
Раде Кончар је рођен 6. августа 1911. у селу Кончарев Крај, у близини Плитвичких језера у Лици. У време његовог рођења, ово село смештено на половини пута између Оточца и Коренице, чинило је двадесетак породица са преко 100 житеља. Како се већина породица презивала Кончар, село је носило назив Кончарев крај. Кончари су Срби и у ове крајеве су се доселили у 16. веку, највероватније из међуречја Пиве и Таре. Најстарији Радин предак, који се населио у Кончаревом Крају био је његов чукундеда Василије Кончар, који је овде изградио дрвену сточарску колибу. Његов син, Радин прадеда, Василије саградио је кућу од брвана, а тек уочи Радиног рођења, његов отац Геодон Гецo је сазидао камену кућу, која је запаљена у току Другог светског рата.
Василије Кончар поживео је дуго година и умро је за време Првог светског рата. Пошто су његов син Миле и снаја Милија рано умрли, Василије је одгајио унука Геодона, који је рођен 14. септембра 1882. године. Он се 1904. оженио Стаком Кончар званом Жуна, ћерком Латинке и Ваје Кончара, рођеном 6. октобра 1883. године. Гецо и Стака изродили су дванаесторо деце:
1. Милка, удата Дракулић, рођена 2. јануара 1905, била је учесник НОР од 1941, а умрла је 1943. од епидемије тифуса
2. Милан Миле Кончар рођен 18. маја 1906, био је рудар, а умро је 1937. у Ваљеву од туберкулозе
3. Раде Кончар
4. Драгица, удата Дракулић, рођена 4. јануара 1913, била је учесник НОР и носилац Партизанске споменице 1941, а након Другог светског рата је живела у Дракулић Ријеци
5. Никола Кончар рођен 1915, био је учесник НОР и носилац Партизанске споменице 1941, а погинуо је несрећним случајем у лову 1954.
6. Сока Кончар рођена 14. маја 1919. умрла је након 15 дана
7. Богдан Кончар рођен 8. маја 1920, био је учесник НОР од 1941, а стрељан је јануара 1943. као секретар Котарског комитета КПХ за Плитвичка Језера
8. Марија, удата Дивјак, рођена 16. јануара 1922, била је учесник НОР и носилац Партизанске споменице 1941, а након Другог светског рата је са супругом Благојем и мајком живела у Плитвичким Језерима
9. Даница Кончар рођена 3. маја 1924. умрла је након неколико месеци
10. Ђуро Кончар рођен 7. марта 1927. био је учесник НОР и након Другог светског рата је живео у Загребу
11. Буде Кончар рођен 26. јануара 1929, био је учесник НОР, током којих је учествовао у борбама за ослобађање Београда и пробоју Сремског фронта. Након Другог светског рата је живео у Београду, где је био директор предузећа „Yugoslavia Commerce” и председник удружења аеродрома Југославије. Умро је у Београду у децембру 2020 године, као последњи од дванесторо рођених браће и сестара Кончар.
12. Илија Кончар рођен 13. јуна 1931, као дете је био учесник НОР, а после Другог светског рата је живео у Загребу

Кончареви су за ондашње прилике били средње имућна породица и у њиховој кући није било глади. Бавили су се пољопривредом и сточарством. Радетов отац Гецо је 1906. године, као и хиљаде његових земљака, отишао у Америку  из које се вратио 1910. године. Након повратка он је на породичном имању сазидао нову камену кућу, која је била највећа у читавом селу. У овој кући рођен је августа 1911. године Раде Кончар, који је име добио по стрицу Радету, човеку познатом по поштењу и храбрости. Крштен је крајем истог месеца у православној цркви Светог оца Николаја у Горњим Врховинима, а кум му је као и осталој браћи и сестрама био Божо Вукмировић. Након избијања Првог светског рата, у јесен 1914. године Гецо Кончар је био мобилисан у Аустроугарску војску и послат у Галицију на „Руски фронт”, где је 1916. године тешко рањен, након чега је пао у руско заробљеништво и одведен у град Омск у Сибиру. Као рањеник се није могао прикључити Српском добровољачком корпусу, али ни Црвеној гарди у коју су ступили многи његови бивши саборци, међу којима и око 400 Личана. Након Октобарске револуције, бољшевици су почетком 1918. године закључили мир са Немцима, након чега се појавила прилика за повратак кући ратних заробљеника. Гецо је био у првој групи од 100.000 ратних заробљеника који су се вратили из Русије. Након повратка био је поново мобилисан, али није послат на фронт или у борбу, већ се са групом повратника налазио у некој врсти притвора у касарни у Оточцу.
Године 1941. на почетку Другог светског рата у Југославији, родитељи и деветоро браће и сестара Раде Кончара, с обзиром да је он био један од организатора устанка, прикључило се Народноослободилачком покрету (НОП) или ступило у прве партизанске јединице. У току рата су поред Раде и његове супруге Драгице, страдали његов брат Богдан Кончар и сестра Милка Дракулић. Такође, у току рата је као жртва фашистичког терора страдао и Радин отац Геодон кога су усташе стрељале 1944. године. Из рата су као носиоци Партизанске споменице 1941. изашли — Драгица, Марија и Никола Кончар, док су Раде и његова супруга проглашени за народне хероје.

### Шегртовање
У основну школу у оближњем селу Бабин Поток Раде Кончар је пошао септембра 1918. године. Пошто је ова школа и цела њена архива изгорела у току Другог светског рата, није познато какав је Раде био ученик, мада је од стране његових савременика из школских дана оцењен као добар ђак. Да је Раде био добар ђак наводи и чињеница да га је учитељ Милош Делић доста хвалио и да је на крају четвртог разреда 1922. године његовим родитељима предложио да га пошаљу на учење заната, пошто нису имали средстава за друго школовање. Учитељ Милош је био претплаћен на месечни лист Српског привредног друштва „Привредник” па је ученицима четвртог разреда читао о могућности бесплатног школовања, а оне најбистрије је упућивао да се пријаве на привредников конкурс. Након договора са Радиним родитељима, учитељ Милош и Раде су крајем јуна 1922. године попунили и послали пријаву за одлазак на учење заната. Поред Кончара, за привредникове питомце је 1922. године примљено и неколико дечака из Кончаревог Краја и околних села — Милан, Стево и Дане Кончар, као и Никола Делић из Бабиног Потока и Никола Штетић из Црне Власти, који је шегртовао заједно са Радом.
Средином јула 1922. године Раде је отишао у Загреб, где је од стране „Привредника” упућен на учење механичарског заната у Прву српску металну фабрику и гвожђарску радњу „Кукар и Јовић” у Лесковцу, коју је 1911. године основао Трајко Ђорђевић Кукар. Укупно 15 дечака из Лике, међу којима су били Раде Кончар и Никола Штетић, дошли су у Лесковац, где су уписали Занатску школу. Сви шегрти фабрике „Кукар и Јовић” становали су заједно у једној просторији са дрвеним креветима на спрат, а радили су напорно од 6 ујутро до 18 часова увече, а неретко и након тога и газдином врту или на окућници неког мајстора. У вечерњим сатима шегрти су били обавезни да похађају Занатско-трговачку школу у Лесковцу, коју је Раде завршио 1925. године. Током шегртовања, своје слободно време, заједно са осталим шегртима, Раде је проводио на игралишту Радничког спортског клуба „Слобода”. Поред спортских дружења, окупљени радници и шегрти овде су добијали сазнања о радничком покрету. Поред Косте Стаменковића, једног од главних лесковачких бораца за радничка права, Раде Кончар је овде упознао и друге истакнуте радничке борце и револуционаре, међу којима и Благоја Николића, учесника Октобарске револуције. Након завршетка шегртовања, јула 1925. године, Раде је са тројицом својих другова и земљака, изнајмио собичак на периферији Лесковца и наставио да ради као калфа код „Кукара и Јовића”, све до августа 1926. године. Након тога, Кончар је упознао једног старог монтера Јозефа Млотека с којим је најпре радио у Лесковцу, а потом и у Грделици у фирми „Јовановић и Поповић”.

### Живот у Београду и почетак партијске активности
Након пет година проведених у Лесковцу и његовој околини, Раде је фебруара 1927. године дошао у Београд. Као шеснаестогодишњи калфа, са дипломом лесковачке ниже Занатско-трговачке школе, настојао је да што пре положи мајсторски испит и да се осамостали како би могао да зарађује за живот. Ипак његов долазак у Београд, био је везан за његово познанство са монтером Јозефом Млотеком, који је у Београду добио посао да монтира нова постројења за београдску Дирекцију трамваја и осветљења (Електрична централа). Заједно са Млотеком, Кончар је становао у стану који се налазио у дворишту Електричне централе, где су радили на монтирању нових постројења, углавном котлова, који су били добијени од Немачке на име ратне одштете. По савету монтера Млотека, на јесен исте године Раде је уписао једногодишњу вечерњу мајсторску школу, коју је завршио јуна 1928. године. Након тога престао је да буде неквалификовани радник и у Електричној централи је запослен као бравар.
Посао монтирања котлова, као и две турбине, у Дирекцији трамваја и осветљења завршен је децембра 1928. године, након чега је престала потреба за ангажовањем монтера Млотека, који је потом отпутовао из Београда. Одласком Млотека, Раде је изгубио стан у Електричној централи, па је морао изнајмити собу. У овом периоду седамнаестогодишњи Кончар се све више интересовао за друштвена збивања, подстакнут лошим условима радничког живота. Током 1928. године на њега су велики утисак оставила два догађаја — суђење двадесетпеторици младих комуниста у Београду у фебруару, као и суђење Јосипу Брозу у Загребу у новембру. Први процес оставио је на њега лични доживљај јер је видео како жандарми воде младе ухапшене комунисте кроз град и јавно их туку, док је о другом „Бомбашком процесу” читао у новинама. Био је одушевљен држањем оптуженог Броза, који је јавно признао да је комуниста. Поред овога 1928. годину је обележио и атентат у Народној скупштини, који је био повод за увођење шестојануарске диктатуре 1929. године. Економски живот у Краљевини Југославији био је све тежи услед чега је велики број радника остајао без посла, а међу њима и накратко Кончар који је од краја јануара до почетка марта 1931. године био без посла, али је поново примљен у Дирекцију за трамваје и осветљење.
Кончар је био незадовољан својим положајем, па се стално трудио да га поправи стицањем нових знања, због чега је на јесен 1929. године уписао вечерњу Вишу занатску мајсторску школу, коју је похађао до пролећа 1932. године. Поред посла и вечерњег школовања, налазио је време и за спортске, углавном фудбалске активности у Спортском клубу „Електрична централа”, мада је волео и друге спортове — пливање и атлетику. Такође је одлазио и на читалачке кружоке на Звездару. Још од 1928. године Кончар је био био члан првог тима „Електричне централе”, а обично се налазио на позицији голмана или центархалфа. Од јануара 1932. године је био члан Београдског лоптачког савеза, који је био подсавез Југословенског ногометног савеза. Већина Радних фудбалских другова касније се следећи његов пример укључила у Савез комунистичке омладине. Један од Радиних фудбалских другова био је и народни херој Бора Марковић, који је погинуо на Кадињачи 1941. године.
Кончарев рад у Дирекцији трамваја, као и спортску каријеру, прекинуо је маја 1932. године позив на одслужење војног рока. Одлазак у Оточац, ради јављања војном округу, била је прилика да након десет година посети родно село Кончарев Крај и види родитеље, браћу и сестре. На здравственом прегледу лекарска комисија је Раду оценила као привремено неспособног за војску, али је он био упоран да га приме, правдајући се да је због одласка у војску напустио посао, као и сада тешко наћи нови је има доста незапослених бравара. Успео је да убеди лекарску комисију да га прими и постао је војник 22. артиљеријског пука Југословенске војске распоређеног у Калиновику. Ипак напоран војнички живот брзо је нарушио Радино здравље, па се након два месеца разболео од упале плућа. Након лечења у болници у Сарајеву, био је привремено отпуштен из војске, па се крајем августа исте године поново вратио у Београд.
По повратку у Београд, Кончар је безуспешно тражио посао. Становао је код свог друга Боже Миленковића и његове породице. Време је у потрази за послом је проводио са радницима на зборовима и у синдикалним просторијама. У овом периоду, као незапослен и обесправљен радник Раде је дошао у додир са револуционарно опредељеним радницима преко којих је ступио у тада илегалну организацију Савеза комунистичке омладине Југославије (СКОЈ). На младог Кончара револуционарни скојевци су оставили велики утисак и он је почео да око себе окупља младе раднике и шири њихове идеје. Половином новембра 1932. године, позван је у Дирекцију трамваја и осветљења јер се упразнило једно место па је поново био запослен. Одмах по пријему у Дирекцију, основао је у њој скојевску ћелију у коју је укључио најпоузданије раднике, међу којима и Бору Марковића. Поред ове ћелије, Кончар је био активан и у другим скојевским организацијама — у ћелији формираној у текстилној фабрици „Јечменица”, као и повезан са скојевцима са Београдског универзитета. Често је навраћао у Студентски дом, где су га знали под илегалним именом „Никола Машинац”.
Спроводећи нову директиву Комунистичке партије Југославије (КПЈ) — „комунисти у синдикате” — Раде Кончар и чланови његове скојевске ћелије из Електричне централе одлучили су јануара 1933. године да се упишу Савез металаца, који је деловао у оквиру Уједињеног радничког синдикалног савеза Југославије (УРССЈ). Недељу дана касније, Раде је био изабран за секретара тек основане УРС-ове синдикалне подружнице у Електричној централи, а крајем фебруара је присуствовао Годишњој конференцији београдске подружнице Савеза металаца Југославије. На конференцији је дошло до сукоба између револуционарне комунистичке и конзервативне социјалдемократске струје, а у ново руководство је био изабран и један број млађих револуционарних кадрова, међу којима је био Раде Кончар и неколико његових другова. Године 1933. је била веома значајна за обнову партијске организације у Београду, јер су инструктор ЦК КПЈ Асим Мујкић и члан Политбироа ЦК КПЈ Благоје Паровић те године формирали нови Месни комитет КПЈ за Београд, који је имао тринаест партијских ћелија са око 80 чланова партије. Једна од тринаест партијских ћелија била је и она у Електричној централи, у којој је јула 1933. године Раде Кончар примљен у чланство Комунистичке партије Југославије.

### Прво хапшење и робија
Кончареву партијску активност у Београду, прекинуо је позив на дослужење војног рока, маја 1934. године када је поново отишао у Калиновик у Четврту батерију 22. артиљеријског пука. Не дуго по његовом одласку из Београда, полиција је успела да изврши велику провалу у београдску партијску организацију. Хапшење једног шегрта, јула 1934. године покренуло је партијску провалу, а истрагу је водио лично Милан Аћимовић, шеф Одељења опште полиције. Тада је проваљен читав Месни комитет КПЈ за Београд, а међу ухапшеним комунистима су се тада нашли — Слободан Шкеровић, Павле Пап, Кристина Ковачевић, Добривоје Радосављевић и др. Један од ухапшених, Драгослав Радовановић је полицијским иследницима говорио о својим сусретима са Кончарем. Одмах након тога, Одељење опште полиције Управе града Београда је послало допис команданту 22. артиљеријског пука, па је неколико дана касније 10. августа стражарно спроведен у Београд, у затвор Управе града Београда, познат као „Главњача”. Одмах по доласку био је саслушан од стране Милана Аћимовића и Светозара Вујковића, али је на саслушању порекао све везе са комунистичком организацијом и људима који су га сумњичили. Ислеђивања су настављена и наредних дана, уз физичку тортуру иследника Вујковића и Ђорђа Космајца, а пошто је Кончар упорно одбијао да било шта призна, био је пребачен у самицу. Након дванаестодневне тортуре, Кончар је 23. августа заједно са осталим члановима „Шкеровићеве групе”, у којој је било 28 ухапшених, предат Државном суду за заштиту државе и из „Главњаче” пребачен у затвор на Ади Циганлији.
Суђење оптуженим комунистима било је заказано за октобар, али је убиство краља Александра у Марсељу одложило почетак суђења, које је одржано од 10. до 15. децембра 1934. године. Пресуда којом је 16 оптужених осуђено на укупно 27 година затвора, донета је 20. децембра. Раде Кончар је проглашен кривим и осуђен на годину дана затвора и три године губитка грађанских права. Сутрадан након доношења пресуде, Кончар и остали оптужени су пребачени у затвор у Сремској Митровици на одслужење затворске казне, у коју им је урачунат боравак у истражном затвору. Прва три месеца провео је у самици, а крајем марта 1935. године је пребачен у заједничку собу, у којој је провео још три месеца до истека казне. Овај период искористио је за марксистичко уздизање, јер су старији робијаши-комунисти који су били осуђени на дуже временске казне у овом затвору организовали прави „марксистички универзитет” на коме су држани курсеви (у зависности од дужне казне полазника) за партијске активисте који нису имали довољно марксистичког образовања. У току боравка у затвору, Кончар се упознао са металским радником Драгутином Саилијем, преко кога је добио везе за повезивање са партијском организацијом у Загребу.
Из затвора у Сремској Митровици Кончар је пуштен 8. августа 1935. године тачно на годишњицу од хапшења у Калиновику, али га је загребачка полиција, која је имала задатак да га спроведе из Митровице у Загреб, у притвору задржала неколико дана па је тек 16. августа у пратњи једног жандарма стигао у општину у Плитвицама, јер је након затвора био протеран у место рођења. Општинске власти су тада присиљавале Радиног оца Геодона да отиском прста потпише већ написану изјаву да се одриче сина, што је он одбио. У родном селу Раде је остао око месец и по дана, а крајем септембра је отпутовао за Загреб. Током боравка у Кончаревом Крају, око Раде се окупљала група младих која је од њега добила прва сазнања о револуционарном радничком покрету и његовим циљевима, као и о социјалним проблемима у друштву, комунизму и др.

### Живот у Загребу и почетак партијског рада
Крајем септембра 1935. године Раде Кончар је дошао у Загреб и одмах је отишао да се јави у Управу браварске секције загребачке подружнице Савеза металаца на препоруку коју је добио од Драгутина Саилија. Преко Ловре Брумена и Бране Ресимића, Кончар је успео да се повеже са Миланом Милановићем Зубаром секретаром једне од партијских ћелија при Месном комитету КПЈ за Загреб, који је био и председник Радничке спортске заједнице. Долазак у Загреб за Раду је био веома тежак јер је у полицији био регистрован као осуђивани комуниста и робијаш, а био је и без стана, радног места, књижице осигурања и без других грађанских права наредне три године. Прво време становао је код рођака Милана Кончара, а помагао му је и млађи брат Богдан који је у Загребу учио занат. Другови Ради нису могли да помогну око проналаска посла, али су га већ у октобру примили у Управу браварске синдикалне секције. Како је био незапослен, слободно време је користио за свакодневне обиласке браварских радионица, где је агитовао за учлањење у Савез металаца. Дочекивао је раднике на улазима у фабрике и говорио им о неопходности синдикалног организовања. У овом послу му је значајно користило, јер је током затвора изучио Резолуцију о синдикалном питању, донету на Четвртој земаљској конференцији КПЈ, децембра 1934. године. Поред агитационих послова, добио је и задатак референта, што је значило да је требало да уговори масовнији састанак са радницима и с њима на седници фабричке подружнице расправља о организовању. Исцрпљен синдикалним обавезама и слабом исхраном, Раде се крајем јануара 1936. године разболео од жутице. Пошто је био незапослен није могао у болницу, па су га фиктивно запослили код једног мајстора, који је био симпатизер комуниста и пријавили Окружном уреду за осигурање радника, након чега је примљен у болницу, где је остао све до краја фебруара.
Упоредо са радом у синдикалној организацији Савеза металаца, Раде Кончар је био активан и у Радничком спортском друштву „Металац”, где је на позицији бека играо у фудбалском тиму и био члан Управног одбора. Његовом иницијативом основан је јуниорски фудбалски тим, као и женска секција хазене (спорт који је претходио рукомету). Његова активност у „Металцу” резултирала је да фудбалски тим од 32 утакмице добије њих 12. Поред Кончара, у ово време је био активан и Марко Орешковић Крнтија, коме су због губитка грађанских права власти забраниле да вози такси. Њих двојица су уложила огроман напор да од „Металца” направе „мали раднички универзитет”, где су чланови стицали основне појмове из разних области.
Половином марта 1936. године Кончар је у Загребу коначно добио запослење у фабрици „Југословенско Симнес д.д.” где је радио за глодалицом која је израђивала различите алате за центрирање мотора. У време његовог запослења „Сименс” је прерастао из радионице у фабрику, која је почела са производњом властитих електро-мотора до 30 коњских снага и имала више од 40 запослених радника и неколико шегрта. До Радиног доласка радници „Сименса” нису били синдикално организовани, па је он почео да ради на формирању синдикалне организације, а упоредо са тим и прве партијске ћелије. У овом послу му је значајно помогао млади радник Јожа Влаховић, који је био члан Месног комитета СКОЈ-а за Загреб и шахиста у „Металцу”. Кончар је Влаховића уз још двојицу радника примио у чланство КП Југославије, након чега је формирао прву партијску ћелију у „Сименсу”.
Средином 1930-их година, након Четврте земаљске конференције КПЈ, у Загребу је основан нови Покрајински комитет КПЈ за Хрватску и нови Месни комитет КПЈ за Загреб, а на подручју читаве Хрватске Комунистичка партија Југославије је имала око 180 партијских ћелија са укупно 1.030 чланова. Поред Покрајинског комитета за Хрватску, у Загребу се од почетка 1936. године налазио и део централног партијског руководства КПЈ што је знатно утицало на јачање партије у земљи. Активност комуниста била је посебно јака у синдикатима. На Покрајинској конференцији Уједињеног радничког синдикалног савеза за Хрватску и Славонију, марта 1936. године био је велики број радничких делегата из производње, који су били комунисти, за разлику од ранијих Конференција где су већину делегата чинили чиновници радничких комора и окружних уреда за осигурање радника. Један од делегата и говорника на овој Конференцији био је и Раде Кончар. Готово у исто време одржана је и годишњи састанак браварске секције Савеза металаца на којој је констатован значајан успех у раду — за годину дана ова организација је са 16 чланова нарасла на укупно 158 браварских мајстора, калфи и шегрта. Овај успех је у великој мери био резултат Кончаревог активног рада, због чега је био изабран за секретара браварске секције. Током пролећа и лета 1936. године нова Управа браварске секције је радила на формирању нових и реорганизовању и јачању постојећих подружница, које су постојале у свим већим браварским предузећима и радионицама. Кончар је у току летњих месеци повео браварске раднике у велики штрајк, који је био први штрајк браварских радника у Загребу после 1923. године. Пошто се штрајк успешно завршио 25. августа, знатно је утицао на јачање угледа браварске секције Савеза металских радника чије се чланство тада готово удвостручило. Одмах успешно завршеног штрајка, Кончар је септембра 1936. године, на предлог свог друга са робије Драгутина Саилија и члана Покрајинског комитета КПЈ за Хрватску, укључен у чланство Месног комитета КПЈ за Загреб, који је тада свега три члана — секретар је био Радин друг из Савеза металаца и „Металца” Иво Бобинец, а чланови су били Вилим Кухн и Раде Кончар. Прихватајући дужност члана Месног комитета, Кончар је морао је да напусти место секретара и члана Управе браварских радника, као и рад у синдикату и да се у потпуности посвети партијском раду.
Поновно је био ухапшен крајем 1937. године, но у октобру, београдски Државни суд за заштиту државе ослободио га је због недоказане везе с комунистима.

### Револуционарни рад
Године 1938, постао је члан загребачког Обласног комитета КПХ и Централне управе СМРЈ. Као поузданик Тита и Централног комитета КПЈ, био је главни ослонац њихове политике преустроја КПХ. Лета 1939, постао је члан њеног привременог вођства, од јесени члан Политбироа ЦК КПХ, те неформални секретар партије. Крајем исте године, постао је и члан ЦК КПЈ.
Од јануара 1940. године, живео је у илегали у Загребу, осим кад је између јануара и априла 1941. деловао у Србији. Априла 1940, постао је организациони секретар КПХ, а у августу је на Првој конференцији КПХ био изабран за секретара њеног Централног комитета. У октобру исте године, постао је члан Политбироа ЦК КПЈ.
После Априлског рата, био је активан на организовању акција против окупационе војске и њених колаборациониста. Током друге половине јула, боравио је у Карловцу и на Кордуну био координатор напада на усташке јединице и учествовао у оснивању партизанских одреда. Током августа и септембра, у Загребу је био организатор и координатор више оружаних акција. Септембра 1941. године учествовао је на војно-политичком саветовању у Столицама. После тога долази у Сплит, где организује покрет отпора према италијанској окупационој војсци. Његови напори резултовали су спектакуларним акцијама према италијанским војницима, локалним фашистима и колаборационистима који су страховали од самог помена Кончара.

Раде Кончар
пјесма једне младости
понос земље
што рађа хероје
путем борбе до слободе радости
могу само они који се не боје.

део из песме „Раде Кончар” Бориса Бизетића, 
Дана 17. новембра 1941. године, Кончара су током окршаја ранили и ухапсили Италијани. Бива мучен када одбија да ода свој идентитет. Италијанска војска сазнаје његово име после проналажења краљевских докумената од стране усташа у Загребу. Упркос настојањима партизана да се замени за заробљене италијанске официре, италијански Специјални суд за Далмацију у Шибенику осудио га је на смртну казну 21. маја. Упитан да ли жели тражити помиловање, одговорио је да „милости не тражи, нити би је дао“. Стрељан је, 22. маја 1942. године, у Шибенику заједно са 25 других антифашиста.

## Народни херој
Вест о смрти Раде Кончара, генерални секретар КПЈ и Врховни командант НОП и ДВ Југославије Јосип Броз Тито примио је током марша пролетерских бригада са Зеленгоре у Босанску крајину. Неколико месеци касније, средином августа 1942. Врховни штаб НОП и ДВЈ донео је одлуку о проглашењу Раде Кончара за народног хероја. У „Билтену Врховног штаба“ бр 17-19 о проглашењу Раде Кончара за народног хероја пише:
На предлог ЦК КПХ и Главног штаба НОП и ДВ за Хрватску, додељује се назив народног хероја другу Ради Кончару, секретару КПХ и организатору партизанских одреда у Хрватској и Далмацији. Друг Раде Кончар је погинуо јуначком смрћу, стријељан од италијанских фашистичких окупатора.
Децембра 1942. Тринаеста пролетерска ударна бригада Народноослободилачке војске Југославије, добила је име по њему. Његови посмртни остаци су после рата, пренети из Шибеника и сахрањени у Гробницу народних хероја на загребачком гробљу Мирогој.
Током Народноослободилачког рата, поред Радета, погинула је његова супруга Драгица (1915—1942), која је такође проглашена за народног хероја, и његов рођени брат Богдан (1920—1943). Рат је успео да преживи Радетов син — Раде, који је рођен свега пар месеци пре очеве погибије и који је добио име по оцу, кога никад није видео.
Велики број предузећа, која и данас постоје, носе име по њему. Неколико средњих школа (махом техничких и електротехничких) и неколико основних школа, на простору бивше Југославије, такође носи његово име.

## Галерија
- Спомен-биста Раде Кончара у истоименој школи у Земуну
- Спомен-биста Раде Кончара у Апатину
- Стрељање Раде Кончара и другова у Шибенику 22. маја 1942.
- Спомен-парк Шубићевац у Шибенику
- Гробница народних хероја у Загребу
- Орден народног хероја